# Rolls-Royce Spey
La Rolls-Royce Spey (denominata dalla Rolls-Royce come RB.163, RB.168 e RB.183) è una turboventola sviluppata dalla Rolls-Royce che è stata impiegata su vasta scala negli ultimi 40 anni. 
Sviluppata per essere utilizzata nell'aviazione civile,, è stata poi utilizzata ampiamente da molte aviazioni militari per i loro aeromobili, e successivamente come motore navale. 
Le turbine Spey nel campo della aviazione hanno accumulato oltre 50 milioni di ore di volo. Mantenendo la tradizione della Rolls-Royce, il nome del motore prende il nome di un fiume britannico, lo Spey.